# 4등
《4등》은 2016년에 개봉한 대한민국의 영화이다. 국가인권위원회의 인권 영화 프로젝트로 제작된 영화이다.

## 줄거리
수영이 좋지만 대회만 나가면 ‘만년 4등’인 초등학생 준호(유재상)가 엄마 정애(이항나)의 닦달에 코치 광수(박해준)를 만나게 되면서 엄한 체벌에 시달리게 되는 이야기. 

## 캐스팅
- 박해준 : 광수 역
- 이항나 : 정애 역
- 유재상 : 준호 역
- 최무성 : 영훈 역
- 정가람 : 어린 광수 역
- 유재명 : 박 감독 역
- 곽인준 : 수영연맹이사 역
- 서환희 : 기호 역
- 남문철 : 관장 역
- 이상혁 : 5년차 기자 역
- 최지혁 : 스피도캡 역
- 이정은 : 포장마차주인, 선장사모 역
- 정승길 : 선장 역
- 최용현 : 최 반장 역
- 정도원 : 갈비 역
- 이중옥 : 김 주사 역
- 김병순 : 횟집사장 역
- 김문학 : 심 코치 역
- 오대환 : 레슬링 코치 역
- 정재성 : 형사 반장 역
- 정우근 : 형사 1 역
- 김민식 : 형사 2 역
- 김종태 : 정복순경 역
- 강애심 : 하버드 엄마 역
- 정서인 : 1등 엄마 역
- 장이주 : 2등 엄마 역
- 이상옥 : 3등 엄마 역
- 김춘기 : 목사 역
- 권은수 : 미스 김 역
- 김도영 : 국밥집주인 역
- 이승준 : 수영장경비원 역
- 이지호 : 영어선생님 역
- 박윤정 : 유튜브 여선생 역
- 고나영 : 유튜브 여고생들 역
- 곽예림 : 유튜브 여고생들 역
- 원예인 : 유튜브 여고생들 역
- 곽자형 : 운영진 역
- 우솔민 : 초등학생 역
- 김준희 : 신문사 편집국장 역
- 이혁찬 : 신문사임원 역
- 조은기 : 담임선생님 역
- 박서희 : 광수 아내 역
- 정유민 : 수영가방 초등학생 1 역
- 김성주 : 수영가방 초등학생 2 역
- 연리목 : 교회밴드 피아노 역
- 이정훈 : 교회밴드 기타 역
- 윤수영 : 교회밴드 베이스기타 역
- 김성훈 : 교회밴드 드럼 역
- 최은미 : 분식점 종업원 역
- 권세정 : 분식점 종업원 역
- 강수안 : 카페손님 역
- 이지수 : 카페손님 역
- 조은비 : 카페손님 역
- 이승욱 : 파란색캡 역
- 나한다루 : 아시아선수권 은메달 역
- 차보성 : 아시아선수권 동메달 역
- 이유찬 : 광수아기 역
- 임유진 : 총무엄마 (목소리) 역
- 이현이 : 장내 아나운서 (목소리) 역
- 김우현 : 98년 국가대표 선수 역

## 수상
- 2016년 제17회 부산영화평론가협회상 심사위원특별상
- 2016년 제53회 대종상 신인남우상 - 정가람
- 2017년 제8회 올해의 영화상 신인남우상 - 정가람